# Festival de Curtas-Metragens da Noruega
Festival de Curtas-Metragens da Noruega (em norueguês: Kortfilmfestivalen) é um festival de cinema criado em 1978 e realizado anualmente em Grimstad, na Noruega.